# Treni elettrici Conti
Treni elettrici Conti - Co.Mo.Ge è il nome di un'azienda italiana produttrice di giocattoli e trenini elettrici in scala, scomparsa nel 1968 circa.

## Storia

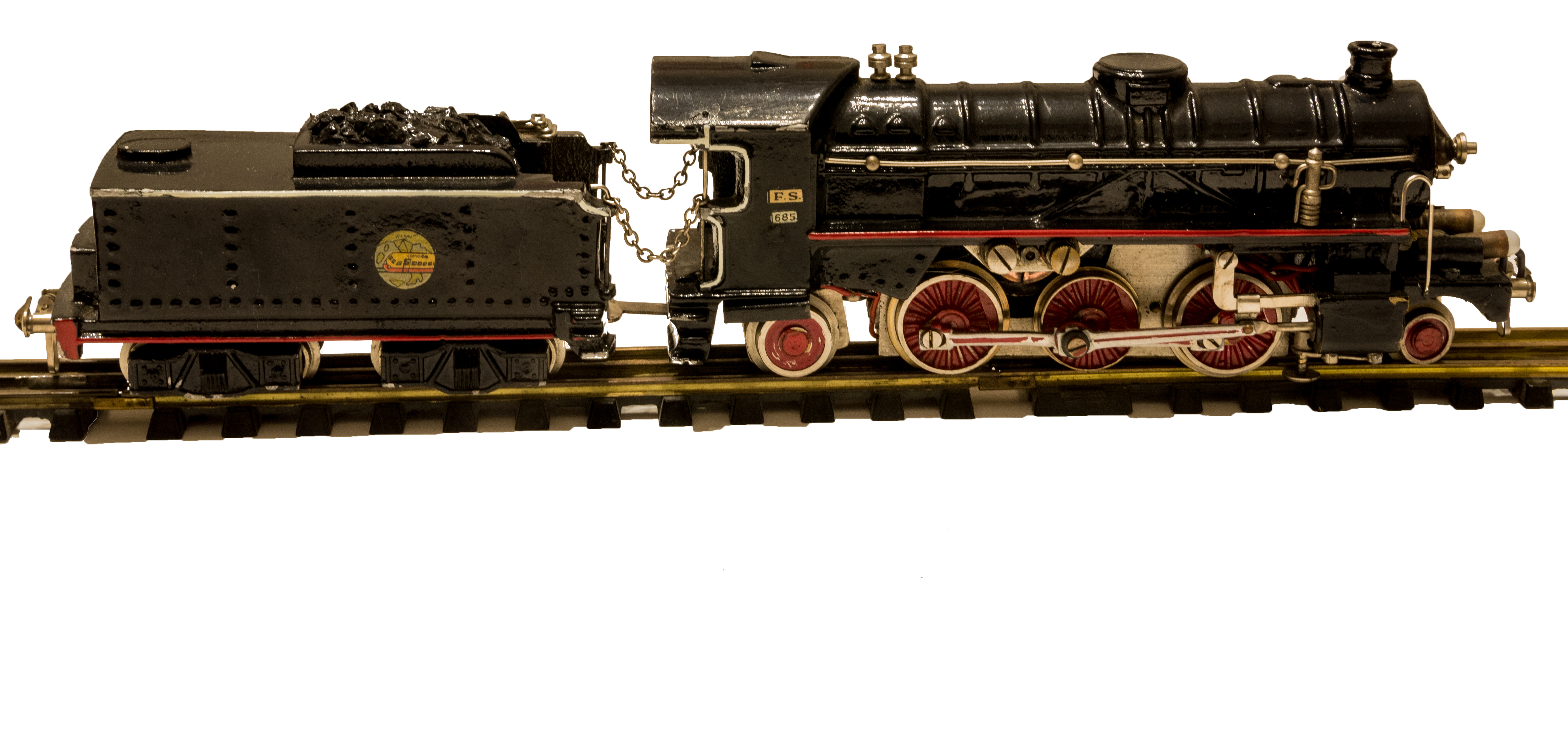
Modello di locomotiva a vapore ispirato alla locomotiva FS 685

### Premesse
Tutte le informazioni storiche e societarie dalle origini fino alla chiusura definitiva della ditta sono state ottenute grazie a documenti messi a disposizione dalla camera di commercio di Milano, il Ministero dei Beni Culturali a Roma e soprattutto alle testimonianze delle famiglie Parretti, Borroni e Cicchetti.

### Prodromi: la ditta Giuseppe Conti & C
I treni elettrici Conti, così conosciuti, presero il nome della ditta Giuseppe Conti & C ma in realtà furono prodotti dalla ditta Co.Mo.Ge dei cugini Parretti.
Nel 1889 Giuseppe Conti fondò a Milano una società in nome collettivo, con un capitale di lire 20 000, assieme a due soci, Umberto Monteverde e Giovanni Strambio Di Castiglia, per la produzione e commercializzazione di giocattoli di cartapesta e di legno nella sede di via Carmagnola. I giocattoli Conti furono conosciuti durante l'arco della loro esistenza soprattutto per i cavalli a dondolo, le racchette da ping pong, le bambole, personaggi di fiabe, casette, fattorie e fortini.
Giuseppe Conti morì nel 1917 lasciando ai figli, Tramonto ed Alba, le redini della società, che impiegava circa 30 operai ed ebbe uno sviluppo considerevole durante le due guerre.
Nel 1932 Umberto Monteverde e Giovanni Strambio di Castiglia cedettero le loro quote ai Conti che rimasero i soli proprietari della ditta. La sede della ditta Conti in seguito si trasferì in Piazzale Archinto. Nel 1942, Alba Conti cedette la sua quota ad Eugenio Borroni la cui ditta era fra l'altro fabbricante di collanti organici. Tramonto Conti ed Eugenio Borroni fabbricarono giocattoli vari a Bollate fino al 1948, quando Conti lasciò definitivamente la società cedendo al figlio di Eugenio, Renzo, le sue quote. I Borroni divennero quindi proprietari della ditta e del marchio Giuseppe Conti & C.

### Lo stabilimento di Bollate
Nel 1928, prima dell'ingresso nel capitale della Giuseppe Conti & C, Eugenio Borroni aveva acquistato alla famiglia Conti l'opificio Beretta, sito in via Giacomo Matteotti a Bollate Milanese. L'ampio locale, costruito nel 1870, divenne il sito in cui venivano fabbricati i giocattoli Conti. Un'immagine della fabbrica di Bollate, tratta da un quadro del 1947, compare nei primi cataloghi dei treni Conti.
Lo stabilimento possedeva un collegamento ferroviario con la linea delle Ferrovie Nord Milano.

### Nascita della società Co.Mo.Ge. (Costruzione motori giocattoli elettrici)
La società Co.Mo.Ge. fu creata nel 1946 da Rosa Cavallotti, Luigia Barbetta e Rosa Adamo mogli, rispettivamente dei tre cugini, Primo, Secondo ed Aldo Parretti ideatori dei trenini denominati "Conti" che, in quanto impiegati presso le Ferrovie dello Stato non potevano assumere altri incarichi di lavoro. La ditta ebbe la durata di soli quattro anni e servì essenzialmente a lanciare il progetto dei trenini e i brevetti relativi. I tre cugini iniziarono a produrre trenini giocattolo in uno scantinato di Milano, in viale Monza.
Nel luglio del 1946 furono depositati i primissimi brevetti Co.Mo.Ge. definiti, secondo i termini usati nei documenti originali, il sistema di palificazione di sostegno e di tensione della linea aerea elettrica per elettromotrici giocattolo circolanti su rotaie accoppiate ai pali stessi della palificazione e il Locomotore giocattolo attrezzato a vettura elettromotrice a due pantografi. L'elettromotrice in questione era la riproduzione della ALe 880 delle Ferrovie dello Stato, primo treno Co.Mo.Ge. e poi Conti.
Nel 1947 i trenini Co.Mo.Ge furono presentati alla fiera campionaria di Milano assieme ai giocattoli della Giuseppe Conti & C.
La collaborazione fra Tramonto Conti e i Parretti fu breve e limitata alla distribuzione dei prodotti Co.Mo.Ge ma servì a introdurre i Parretti nell'ambiente produttivo del giocattolo.
La produzione dei treni fu avviata nello stesso anno nello stabilimento di via Matteotti a Bollate; poco dopo Tramonto Conti cedette la sua quota a Renzo Borroni, figlio di Eugenio e i diritti della ragione sociale Giuseppe Conti & C in favore dei Borroni. Nel 1949 la società venne dissolta completamente come entità ma il marchio Co.Mo.Ge rimase presente accanto al nome Giuseppe Conti & C.
L'altro brevetto depositato nel maggio del 1947 fu quello del Pianale in lega leggera fusa, per l'applicazione di differenti tipi di cassa, per la costituzione di vagoncini per merci in impianti ferroviari in miniatura. Questo disegno permetteva, con una sola base, di produrre svariati tipi di vagoni, coperti, a sponde medie e basse, telone, carro cisterna, bagagliaio, vagoni con e senza la garitta del frenatore, passeggeri e tanti altri. Sul brevetto una parte della descrizione è riservata al tipo di gancio utilizzato nei primissimi modelli.
I brevetti dei cugini Parretti furono numerosi e riguardarono scambi automatici, segnali luminosi e a vela, stazioni automatiche, passaggi a livello, un trasformatore da 60 watt per controllare 4 treni indipendenti. Anche una battaglia navale elettrica e un'auto da pista elettrica con pista d'autoscontro.
La sigla Co.Mo.Ge fu unita a quella di trenino Conti sino alla fine degli anni cinquanta e apposta su tutta la produzione e sulle confezioni; sparì con l'entrata della Ditta Oreste Cicchetti.

### La collaborazione Bub-Conti
Vi fu un periodo di collaborazione dei Parretti con la tedesca Bub. I prodotti furono pochi e di qualità mediocre, importazione e distribuzione dei treni Bub sotto il marchio ‘Conti Little’; furono confezioni provviste di locomotori Bub in plastica e pianali e rotaie Conti e confezioni con prodotti Bub tranne le rotaie,  alimentati a pile incluse nelle confezioni. Le scatole potevano essere le classiche Conti blu oppure semplici scatole rosso chiaro.

### Subentra Oreste Cicchetti
Nel 1960 la ditta Oreste Cicchetti rilevò dai Parretti la ditta Conti in seria difficoltà economica per un costo molto elevato. Lo scopo era di modernizzare, ottimizzare la produzione e la commercializzazione del prodotto. Un piano fu aggiunto allo stabilimento di via Biumi per accogliere la fabbricazione dei trenini abbandonando il sito di Bollate. Una parte degli operai e Aldo Parretti continuarono a lavorare assieme alla famiglia Cicchetti.
Negli anni che seguirono la concorrenza dei trenini di plastica, molto meno cari dei Conti in metallo, e le nuove tendenze nel campo del giocattolo unitamente alla nascita di nuovi marchi quali Scalextric, Policar e molte altre marche ridussero la ditta ad assemblare e commercializzare al meglio quello che restava come fondo di magazzino Conti. Verso la metà degli anni sessanta fu lanciato un treno interamente nuovo, il ‘Jolly’, che non riscosse il successo sperato; la ditta Cicchetti si concentrò quindi sui canotti e altri giochi gonfiabili da spiaggia. La fine della produzione e della commercializzazione del treno Conti avvenne verso il 1969.
Nel 1971 anche la ditta Oreste Cicchetti si ritirò dall'attività.

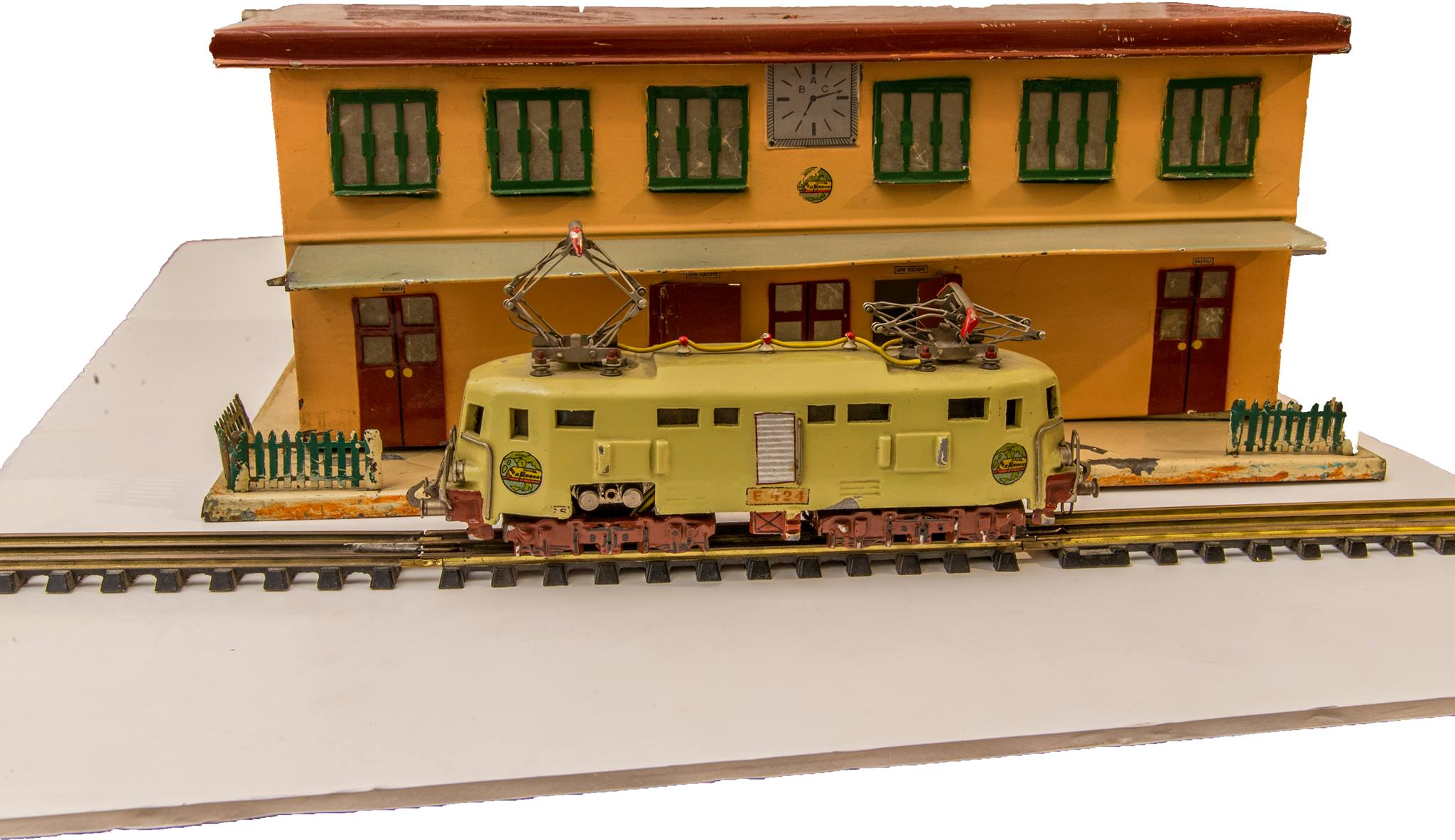
Modello di locomotiva elettrica ispirato alla locomotiva FS E.424

## La fabbricazione
La filosofia della Conti era destinata puramente al mercato del giocattolo; la nozione di modellismo all'epoca era molto limitata, la ricerca del dettaglio non era ritenuta una priorità quanto la robustezza e l'infrangibilità. I mantelli delle macchine Conti erano in alluminio, fuso a conchiglia agli inizi, e pressofuso in seguito. Il castello motore era ottenuto da blocchi di ottone lavorati a mano con trapano e fresa. Tutte le parti mobili erano fabbricate in materiale di qualità, alluminio, bronzo nikelato, acciaio e ottone. Numerose mani di vernice rifinivano il prodotto mascherando i difetti di fusione.
Ogni scatola costituiva un treno completo. La vendita di accessori, vagoni, stazioni e altre motrici arrivò solo all'inizio degli anni '50.
La produzione dei treni nello stabilimento di Bollate era piuttosto un assemblaggio; le fusioni, le rotaie e i trasformatori erano fabbricati altrove e poi centralizzato a Bollate. Particolare interessante delle macchine sono i numeri di serie sotto ogni modello; sono consecutivi da una motrice all'altra e in ordine crescente dalla prima fabbricata il che permette di datarle. Un certificato di collaudo e garanzia con la firma dei Parretti accompagnava ogni macchina.

### Motorizzazione, trasformatori e rotaie
Agli inizi i motori Conti/Co.Mo.Ge erano a corrente alternata come la maggior parte dei fabbricanti dell'epoca con il sistema classico a tre rotaie che la Marklin impiega ancora. I primi modelli invertivano il senso della marcia tramite l'uso della linea aerea o di un pulsante collocato sul lato della motrice; presto l'inversione fu comandata dal trasformatore. Il sistema d'inversione di marcia manuale dalla macchina si trova unicamente sugli elettrotreni, littorine e il Settebello in CA. Esistevano dei modelli base senza inversione di marcia con motori in CA ma con sistema a due rotaie. Dai primi anni ‘50 alcuni treni erano già a corrente continua e alimentati tramite una pila da 4,5 V. In seguito l'intera produzione passò alla corrente continua. La corrente alternata rimase prevista per modelli di particolare prestigio come il Settebello ed il Belvedere per essere compatibili con il sistema Marklin.
La gamma di trasformatori Conti (prodotti da terzi) spaziava dal più semplice, in legno, da 5 volt per il "Cucciolo", senza inversione di marcia e con un semplice interruttore, ai più potenti in bachelite o in metallo verniciato verde, azzurro o grigio da 20 volt e 30 watt. Il massimo era quello da  60 watt, che poteva controllare 4 treni contemporaneamente, scambi ed accessori diversi.
Gli schemi dei brevetti delle rotaie mostrano la terza rotaia centrale asimmetrica (non utilizzata nella produzione vera e propria). Le rotaie della prima serie furono prodotte per pochissimo tempo, interamente in lamierino sagomato e senza scambi o incroci; erano abbinate alla linea aerea per le prime littorine.
Il sistema successivo di miglior fattura fu prodotto per vari anni. I binari erano di ottone trafilato con attacco in filo armonico d'acciaio saldato al terzo binario centrale. Su base di bachelite questa serie di binari esisteva in una moltitudine di varianti con scambi manuali o elettrici, elementi sezionati, speciali per attivare gli accessori, incrocio e mezzi binari sia curvi che diritti. Una versione economica aveva un nastro di ottone centrale e attacchi di bronzo anziché un binario di ottone trafilato. Si aggiungevano i binari più economici a due rotaie per la corrente alternata senza inversione di marcia (tipo "Cucciolo") e per la corrente continua in alluminio.
Con l'avvento definitivo della corrente continua la Conti cambiò interamente il sistema di armamento per adottarne uno più economico e meno estetico in lamierino sagomato su basi di plastica.

## I cataloghi Conti
I cataloghi Conti furono circa 8 nell'arco di un ventennio; tranne che negli ultimi, durante il periodo di controllo della marca da parte della Oreste Cicchetti, le illustrazioni consistono in disegni (in realtà fotografie ritoccate).

Il primo catalogo è databile 1948/1949 e molto probabilmente è un catalogo ad uso di rappresentanza. Il primo catalogo è il solo ad accennare la longevità della marca ‘fondata nel 1889’ e il solo a parlare brevemente in copertina anche del resto della produzione. Ad eccezione della copertina che usa anche il color azzurrino, il catalogo è interamente monocromatico.
Nella copertina, assieme a un convoglio trainato da una '880', più somigliante in effetti a una '290', vi sono anche disegni di bambole, barche, teatrino, cavallo e carrozza illustrate a colori. Nella prima pagina vi è la sola referenza presente del catalogo alla Co.Mo.Ge. e ai suoi brevetti; seguono le regole di acquisto alla fabbrica per i professionisti con i termini di pagamento e spedizione. I modelli "faro" del catalogo sono i gioielli del primo periodo: Ale 880, Etr 212 e 330, 424, At 772 e la 290 come modello economico. I vagoni illustrati sono esclusivamente modelli a due assi, non ci sono stazioni ma il serbatoio di rifornimento e il passaggio a livello automatico.
Nel 1950 fu pubblicato un supplemento al catalogo con novità di grandissimo prestigio: la 685 proposta in una confezione con tre nuovi vagoni passeggeri a due carrelli, il "Cucciolo" e la 530. Inoltre quattro stazioni e una casa cantoniera. Il supplemento annuncia i binari sezionati, l'incrocio e il trasformatore universale da 60 watt nella prima versione.
Il secondo catalogo, tra i più completi e referenza per il ricercatore dimostra la volontà di espansione della "Conti" con l'Etr 212 in copertina e l'illustrazione del grande stabilimento in seconda pagina seguito da due vaporiere della produzione di punta. Numerose macchine, varie confezioni, vagoni e accessori decorativi e tecnici. Sono presenti anche i primi prodotti in pressofusione. Il catalogo è scritto in italiano e in francese con la parola ‘esportazione’ in grossi caratteri in copertina.
Il catalogo successivo è il solo interamente a colori. In copertina una locomotiva a vapore e un locomotore vagamente somigliante ai trifase dell'epoca. Per quanto riguarda il contenuto si nota la soppressione degli elettrotreni, con la sola At 772, e l'arrivo di pezzi economici come la diesel 6001 derivata dalla 554 e la vaporiera 3002. Nel tentativo di proporre prodotti alla portata di tutti anche le prime confezioni alimentate con pila elettrica. Due tipi di armamento, uno nuovo e più economico, nuove stazioni, un ponte ad arco e un tunnel di cartapesta, gesso e legno.
Il quarto catalogo è una ripetizione del terzo, meno ricco e con meno materiale.
I due cataloghi successivi, di color rosso, sono solo dei dépliant con foto ritoccate e internamente in bianco e nero per economia. Viene proposta la "nuovissima serie in corrente continua" ufficializzando l'abbandono della corrente alternata. L'armamento è interamente nuovo e più economico ma ancora con una buona gamma di accessori, confezioni, macchine e vagoni. Nella prima versione è presente la vaporiera 3002 e la diesel 6001 mentre nella seconda queste macchine sono rimpiazzate dalla vaporiera 475 e dal locomotore da manovra 390.
Il catalogo blu è identico al secondo rosso tranne nella menzione dell'Oscar del giocattolo e il Pinocchio d'oro.
Il catalogo Oreste Cicchetti, pur usando le stesse immagini del depliant rosso e di quello blu, è un ritorno alla versione libretto più lussuosa. Il punto di forza di questo ultimo catalogo dei treni Conti è la presenza del Settebello vincitore dell'Oscar del giocattolo nel 1959 e nel 1960 del Pinocchio d'Oro. In copertina doppia pagina dedicata al Settebello e al Belvedere. Una versione più concisa del catalogo veniva inserita nelle confezioni dei treni. Nei cataloghi Cicchetti non è più menzionata la Co.Mo.Ge.

## I modelli prodotti
I treni Conti non sono strettamente considerabili riproduzioni modellistiche ma hanno un aspetto "giocattolesco". Le littorine e gli elettrotreni sono i modelli più vicini alla riproduzione in scala ridotta.

### Littorine ed elettrotreni
Ale 880.
Definita «Locomotore giocattolo attrezzato a vettura elettromotrice a due pantografi» sul deposito di brevetto del luglio del 1946, la Ale 880 era proposta in una confezione con un ovale di binari in lamierino sagomato completa di palificazione, cavo per la linea aerea e un trasformatore da 15 watt. La prima versione (Co.Mo.Ge) era in color sabbia per la parte superiore con fascia marrone scuro per l'inferiore; la successiva versione Conti era più scura e provvista del classico bollino laterale. Il mantello era ricavato da un pezzo unico di fusione d'alluminio affusolato e con spianature nelle parti anteriori. Lunga 33 cm, con due carrelli, di cui uno motore articolato al tetto con motore a corrente alternata, con grossi porta-spazzole accessibili sulla fiancata mediante apposito accesso tagliato manualmente nel mantello. Le ruote erano piccole e piene. Era provvista di fanali funzionanti, cabina di guida illuminata, respingenti di forma squadrata, pantografi funzionanti molto grossi e con cavo d'alta tensione sul tetto trasparente o di color bianco . Il cambio di direzione si effettuava tramite la linea aerea oppure usando l'apposito bottone di bachelite bianca sulla fiancata.
Molto simile era la Ale 880 bis, di colore, rosso per la parte superiore e blu per quella inferiore. Differenti alcuni piccoli dettagli: i respingenti rotondi e massicci, le ruote piene o a raggi, con o senza il bottone laterale. Nella versione senza bottone, il cambio di direzione era a distanza. Era venduta in una confezione identica senza la linea aerea.
A.T. 772.
Ispirata alla Littorina, uscì durante la produzione della Ale 880. Di color beige con fascia inferiore marrone (ne esiste una azzurra con fascia marrone). Il modello era di estrema semplicità, poco dettagliato, con motore articolato al tetto (a corrente alternata), fanali funzionanti, con o senza bottone laterale per l'inversione della marcia, respingenti massicci nelle prime versioni, più fini nelle ultime, lunghezza circa 26 cm. Fu prodotta per un periodo relativamente lungo.
La 772 bis era identica ma di colore rosso con fascia blu. Era provvista o meno del bottone sulla fiancata per l'inversione di marcia (a seconda del periodo di produzione) e con luci funzionanti, ma esistono versioni senza illuminazione e con zavorre sagomate nelle testate. Fu posta in vendita anche una macchina con gancio per l'attacco di tre vagoni merci.
Etr 212.
Riproduce l'ETR 212 del 1939 ed è uno dei migliori dell'intera produzione: consta di 3 elementi con due motori potenti a corrente alternata nelle vetture di testa e in posizione asimmetrica, pantografi funzionanti e con il mantello in fusione d'alluminio. Inversione di marcia tramite pantografi o bottone laterale. Di colore sabbia, con fascia marrone e striscia rossa, interamente illuminato e con soffietti in pelle cartonata tra i diversi elementi.
Etr 330
Versione semplificata a due elementi dell'ETR 212. Di colore azzurrino, con fascia bianca nella parte inferiore e marrone; descritto nel catalogo come elettrotreno veloce svizzero. Stessi dettagli e finezze del fratello maggiore e con gli stessi motori in posizione asimmetrica, pantografi funzionanti e usati per l'inversione di marcia e pulsante laterale. Le prime versioni erano a ruote piene; a raggi le ultime.

## Stazioni ed accessori
Alle origini la Giuseppe Conti & C. produceva giocattoli di legno e cartapesta di vario tipo; grazie a questa esperienza gli accessori per i treni erano svariati ed originali anche se talvolta molto approssimativi. Nel primo catalogo appaiono i primi accessori come il serbatoio per il rifornimento d'acqua per le locomotive, la panchina di legno con i lampioncini completamente fuori scala, palizzate, passaggio a livello e semafori a vela. In seguito la gamma di accessori si allarga in modo notevole con numerose stazioni, depositi, posto di blocco, casa cantoniera, ponte, segnali e semafori. Le prime stazioni sono interamente di latta, semplici o automatiche ed illuminate. In effetti molti degli accessori funzionavano elettricamente, come il capostazione che entrava e usciva con il passaggio del treno azionato da un binario speciale. Ci fu anche un tunnel fabbricato in carta pesta, legno e gesso, anch'esso semplice o provvisto di semaforo e personaggio. Si aggiunge pure un plastico composto da un semplice ovale su un piano di legno decorato con paesaggio verde e montagna con tunnel. Nel secondo periodo le stazioni furono prodotte in una materia plastica piuttosto fragile e friabile ma sempre con le basi in latta. La gamma di accessori rimase in catalogo sino al periodo Cicchetti incluso. Una nota sui marchi: sulla primissima e seconda serie in pressofusione dei vagoni si trova il bollino Co.Mo.Ge sotto al vagone, in seguito il marchio è in rilievo per poi sparire completamente nel periodo finale Cicchetti.